# Madaura

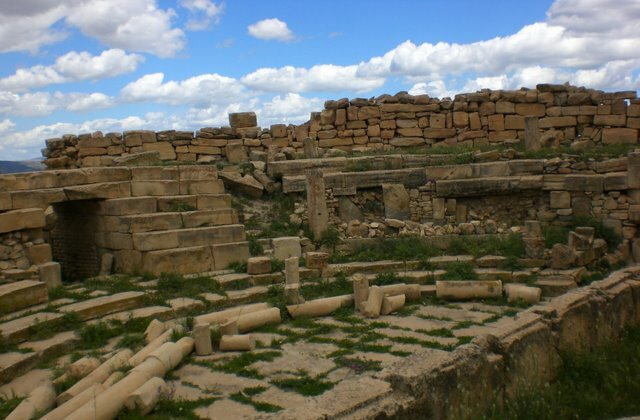
Resti del teatro romano

Madaura (in latino Madaurus o Madaura; in arabo M'Daourouch) è un comune della provincia di Souk Ahras, in Algeria, che occupa il sito della città romana di Madauras, Madaure o Madaura. Ora è una sede titolare vescovile per la Chiesa Cattolica Romana della ex provincia romana della Numidia.

## Demografia
Secondo il censimento del 1998, Madaura ha 24.919 abitanti, che gli dà 11 seggi nell'Assemblea comunale del Popolo.

## Storia
Madaura è stata una storica città numidica, che una volta apparteneva al regno di Siface e fu annessa a quello di Massinissa alla fine della seconda guerra punica. Divenne una colonia romana nella fine del primo secolo ed era famosa per le sue scuole. È stata la città natale di Apuleio, autore de Le metamorfosi, e dei grammatici Nonio Marcello e Massimo. Agostino di Ippona ha studiato a Madaura ed attraverso una lettera che ha rivolto poi agli abitanti apprendiamo che molti erano ancora pagani.
Madaurus ha avuto tanti martiri noti tramite i loro epitaffi, per cui molti sono riconosciuti nel martirologio  della Chiesa cattolica romana del 4 luglio. Tre vescovi sono noti: Antigonus, che ha partecipato ad un concilio di Cartagine del 349; Placentius, che ha partecipato al concilio del 407 e al concilio del 411; Pudentius, mandato in esilio dal re vandalo Unerico con gli altri vescovi che erano stati presenti alla conferenza del 484.
Le rovine di Madaurus sono vicino a M'Daouroch. Un bel mausoleo romano, bagni grandi, una fortezza bizantina, una basilica cristiana sono degni di nota e hanno fornito diverse iscrizioni cristiane.